# Otok tuljana (Angvila)
Seal Island je mali otok na sjeverozapadnoj obali Angvile. Nalazi se oko 2 km istočno od otoka Prickly Pear Cays, u središtu morskog parka Seal island Reef System Marine Park.
Područje je popularno među roniocima. Greben koji leži između otoka i Anguille može otežati pristup.

## Vansjke poveznice
|  | Zajednički poslužitelj ima još gradiva o temi Otok tuljana (Angvila) |